# Albia Dominica
Albia Dominica foi uma imperatriz-consorte romana do oriente, esposa do imperador Valente (r. 364-378). Dominica era filha do poderoso e impopular prefeito pretoriano Petrônio, odiado por sua avareza e crueldade.

## Família
A impopularidade do pai dela era tamanha que provocou à revolta de Procópio, um rival de Valente, em 365.
Amiano Marcelino relata que ele era um homem desagradável e cruel originário provavelmente da Panônia, mas cuja ascendência se desconhece. Vários de seus familiares tinham posições influentes, sendo um possível parente, Domnico, um oficial de Valente mencionado na Oração II de Libânio. Procópio, o prefeito de Constantinopla em 377, é mencionado por Zósimo como sendo um parente de Valente através da esposa e é possível, pelo relato, que ele também fosse parente de Albia Dominica.
Alguns estudiosos sugerem que os ascendentes de Dominica eram originários de famílias de língua grega de Sírmio, a capital da Prefeitura pretoriana da Ilíria. O matrimônio com uma família grega pode ter ajudado a fortalecer o controle de Valente sobre o Império Romano do Oriente, já completamente helenizado.

## Matrimônio
Albia se casou com Valente por volta de 354 e deu-lhe duas filhas, Anastácia e Carosa, antes do tão esperado varão, seu filho e herdeiro Valentiniano Galates (366-373). Segundo Sócrates Escolástico e Sozomeno, ambas foram educadas por Marciano, um antigo palatinus que havia se tornado um presbítero novacianista e cujo serviço na corte garantiu uma postura tolerante de Valente para com esta seita cristã.

## Escândalos religiosos e a morte de Galates
A história da igreja cristã no princípio do século IV foi marcada pela controvérsia sobre a Trindade representada sobretudo pelo arianismo. O Primeiro Concílio de Niceia, em 325, definiu o credo niceno, que declarava que o Pai, o Filho e o Espírito Santo eram todos iguais entre si e eram da mesma substância (ousia). O teólogo Ário, o fundador do arianismo, não concordava e pregava que as três partes da Trindade estavam separadas materialmente entre si e que o Pai criara o Filho a partir do nada. Dominica era ariana e havia rumores de que ela havia convertido o marido. Segundo Teodoreto, por volta de 367 Dominica convenceu Valente a se batizar com Eudóxio de Antioquia, o arcebispo de Constantinopla e um dos mais influentes e poderosos arianos.
Valente foi um dos poucos imperadores do século IV a favorecer abertamente o arianismo e Alba é acusada, sem provas, de ter convencido o imperador a perseguir os cristãos nicenos, incluindo a muitos bispos proeminentes, um fato corriqueiro em seu reinado. O imperador também promoveu uma "caça às bruxas" entre 371-372 no qual quase todos os filósofos pagãos do Império do Oriente foram assassinados.
A morte súbita do jovem Valentiniano foi um grande golpe para seus pais e foi um evento permeado de discussões e escândalos religiosos. Segundo Sócrates, Dominica teria dito ao esposo que tivera visões de que a enfermidade do filho era um castigo pelos maus tratos dispensados ao bispo Basílio de Cesareia, um niceno fervoroso e adversário dos arianos. Quando pediram a ele que rezasse pelo garoto, diz-se que Basílio teria respondido que a conversão do imperador era a condição necessária para a sobrevivência de seu filho. Valente não concordou com o pedido e batizou o filho na fé ariana. Basílio respondeu dizendo que o desejo de Deus logo se cumpriria e Galates morreu logo depois.

## Derrota em Adrianópolis e a morte de Valente
Valente morreu combatendo os godos na Batalha de Adrianópolis em 9 de agosto de 378, mas não se conhecem as circunstâncias exatas. Os godos continuaram sua marcha para o leste e atacaram Constantinopla. Como não havia um imperador para liderar as forças romanas, a imperatriz Dominica se viu obrigada a organizar um contra-ataque. Ela pagou com recursos do tesouro imperial a todo voluntário que dispusesse a pegar em armas contra os invasores.
Depois da morte do marido, Dominica governou como regente de facto e defendeu Constantinopla contra os invasores godos até a chegada do sucessor de seu marido, Teodósio I. A data e a causa da morte da imperatriz são desconhecidas.